# Vodní dílo Santa Giustina
Vodní dílo Santa Giustina je soustava vodohospodářských a energetických staveb na řece Noce v severní Itálii. Je stěžejní součástí energetické kaskády Santa Giustina-Taio-Mollaro-Mezzocorona. Instalovaný výkon 105 MW představuje téměř polovinu celkového výkonu elektráren na řece. Přehradní nádrž je nejrozlehlejším umělým jezerem v provincii Trentino. Oblouková přehrada byla ve své době nejvyšší přehradou v Evropě.

## Historie projektu a výstavby
Budování vodních děl na řece Noce spadá do období horečné industrializace, podporované Mussoliniho vládou. Unikátní technická díla Malga Mare a Cogolo ve vysokohorských oblastech a elektrárna Mezzocorona na dolním toku byly dostavěny do roku 1931. Světová hospodářská krize překotnou industrializaci zastavila a další dílo muselo na svou existenci čekat až do dalších poválečných let. Inspirován klenbovou přehradou Santa Chiara na Sicílii, navrhl v roce 1939 Ing. Claudio Marcello vysokou klenbovou hráz v místech hlubokého a úzkého koryta, charakteristického pro celý úsek středního toku. Vodní dílo dostalo název Santa Giustina podle poustevny z 10. století, která se nacházela nad místem plánovaného přehrazení a která byla známa jako poutní místo.

1890
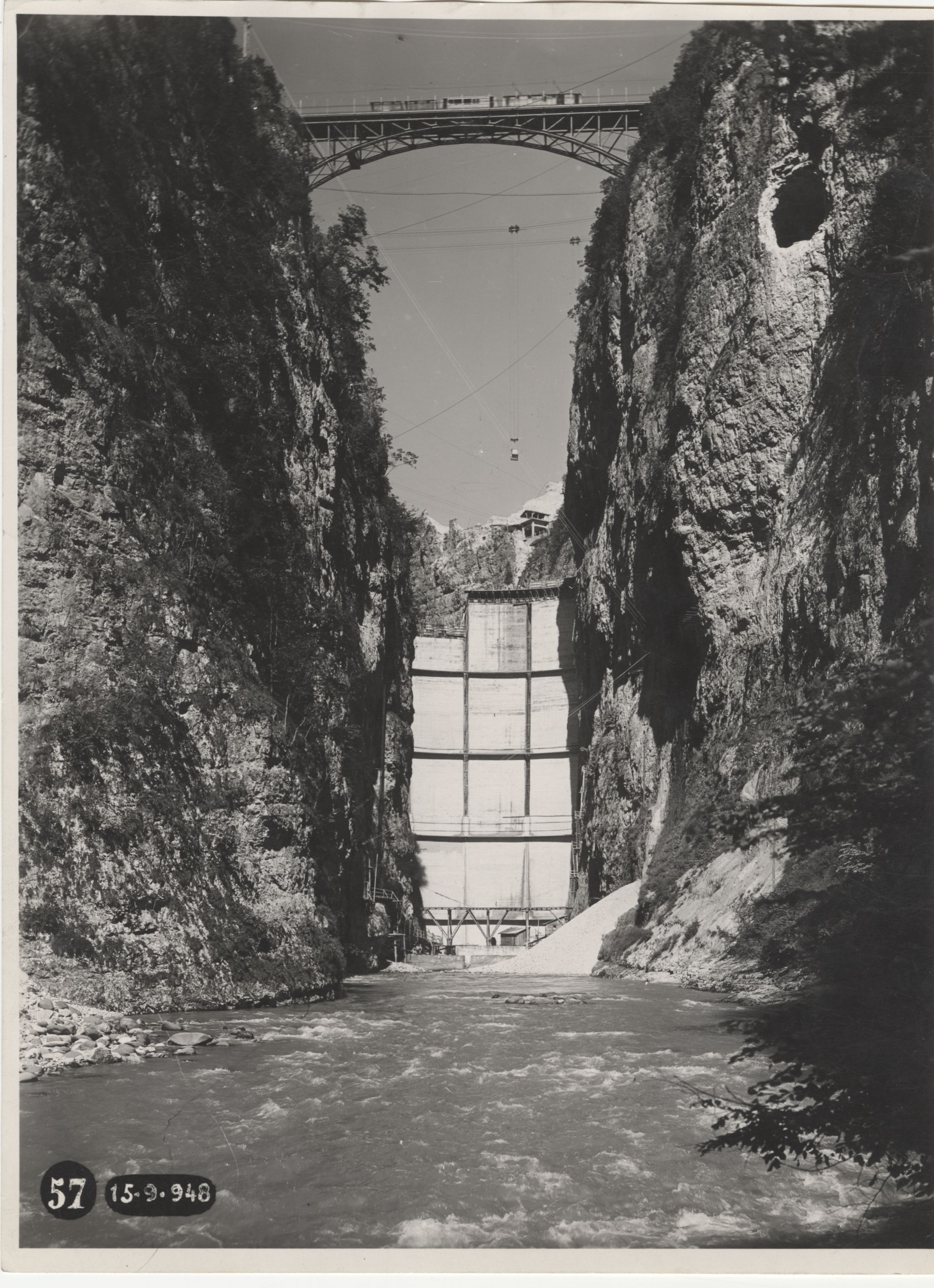
1948
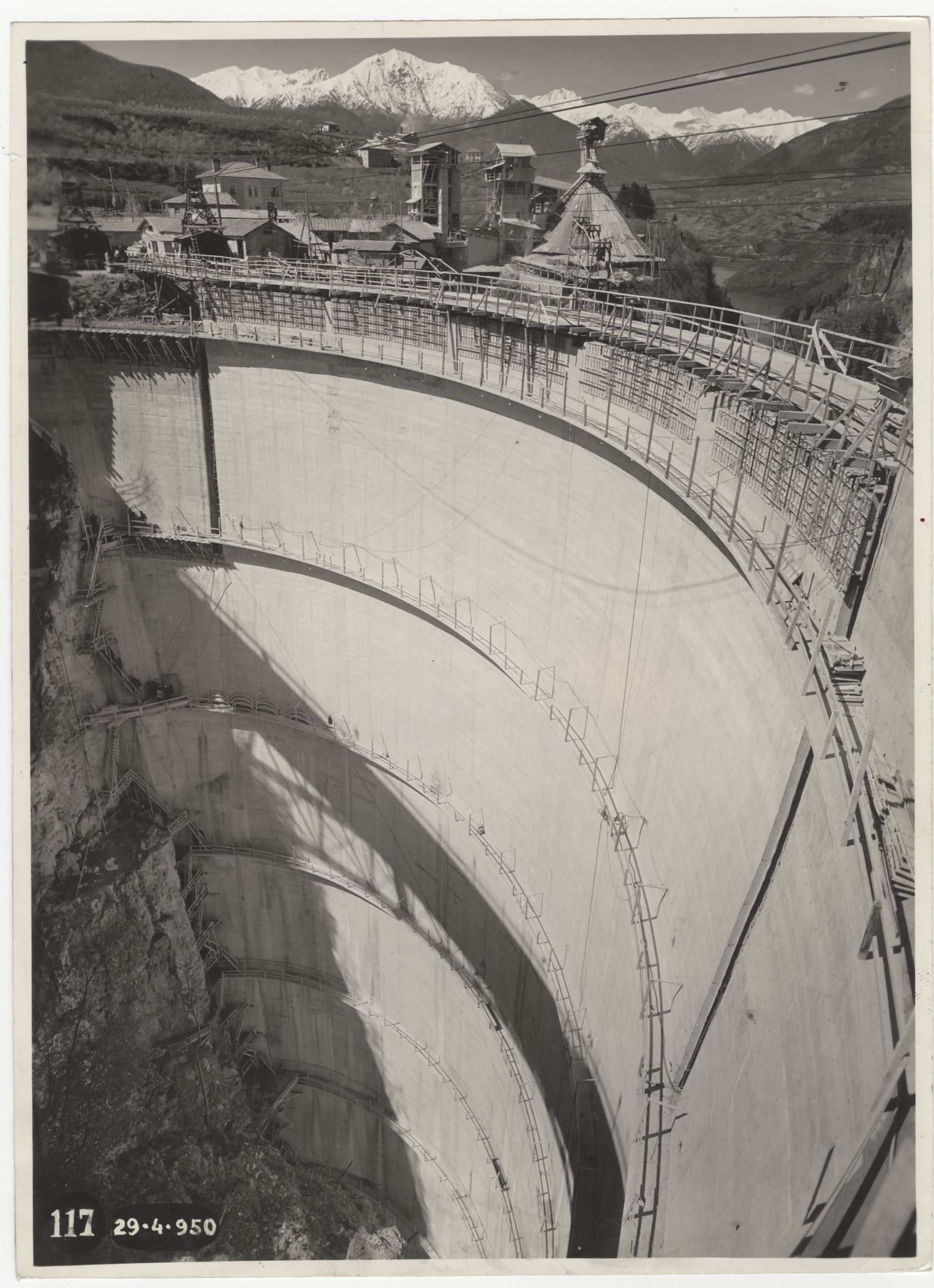
1950
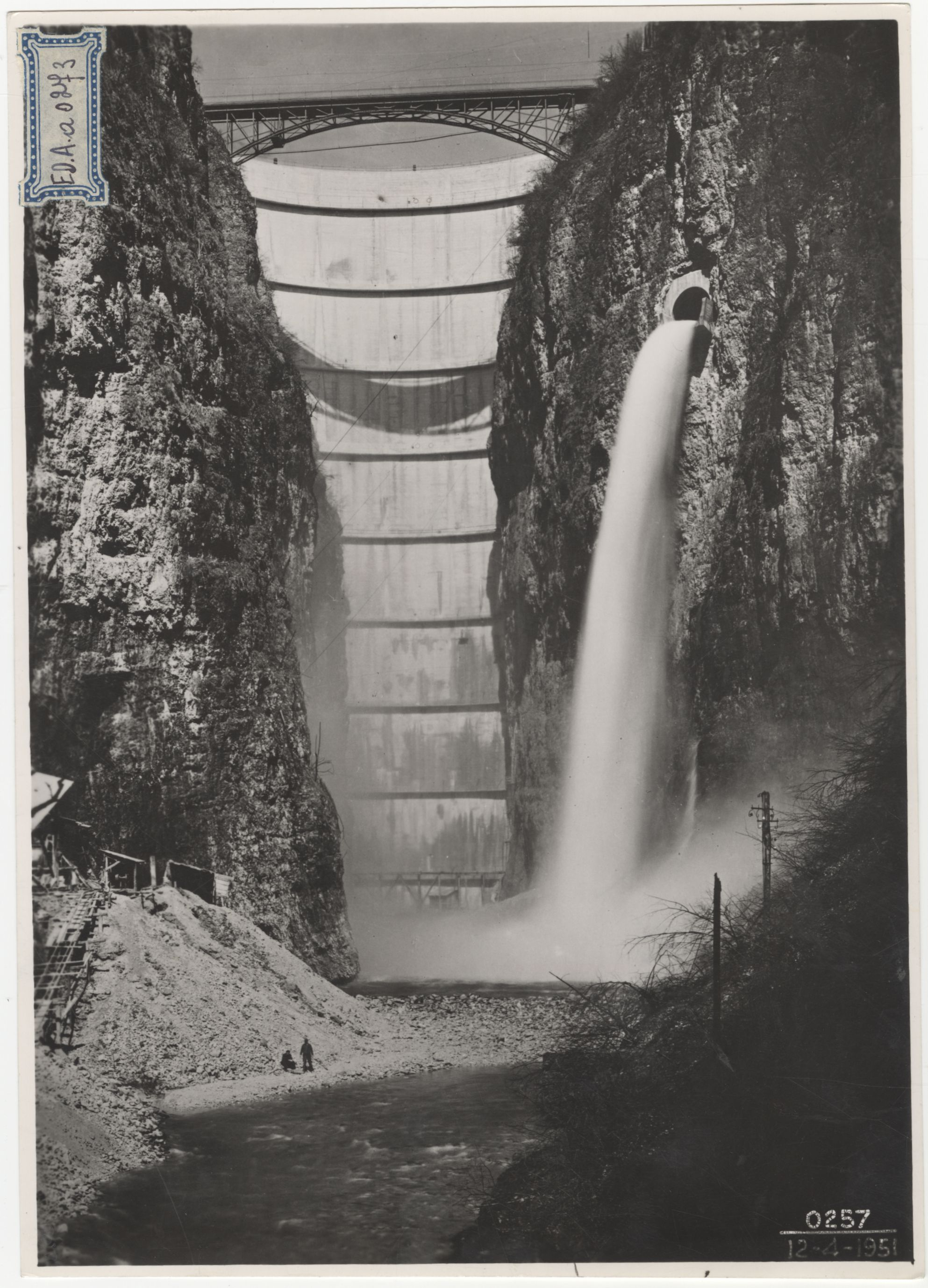
1951

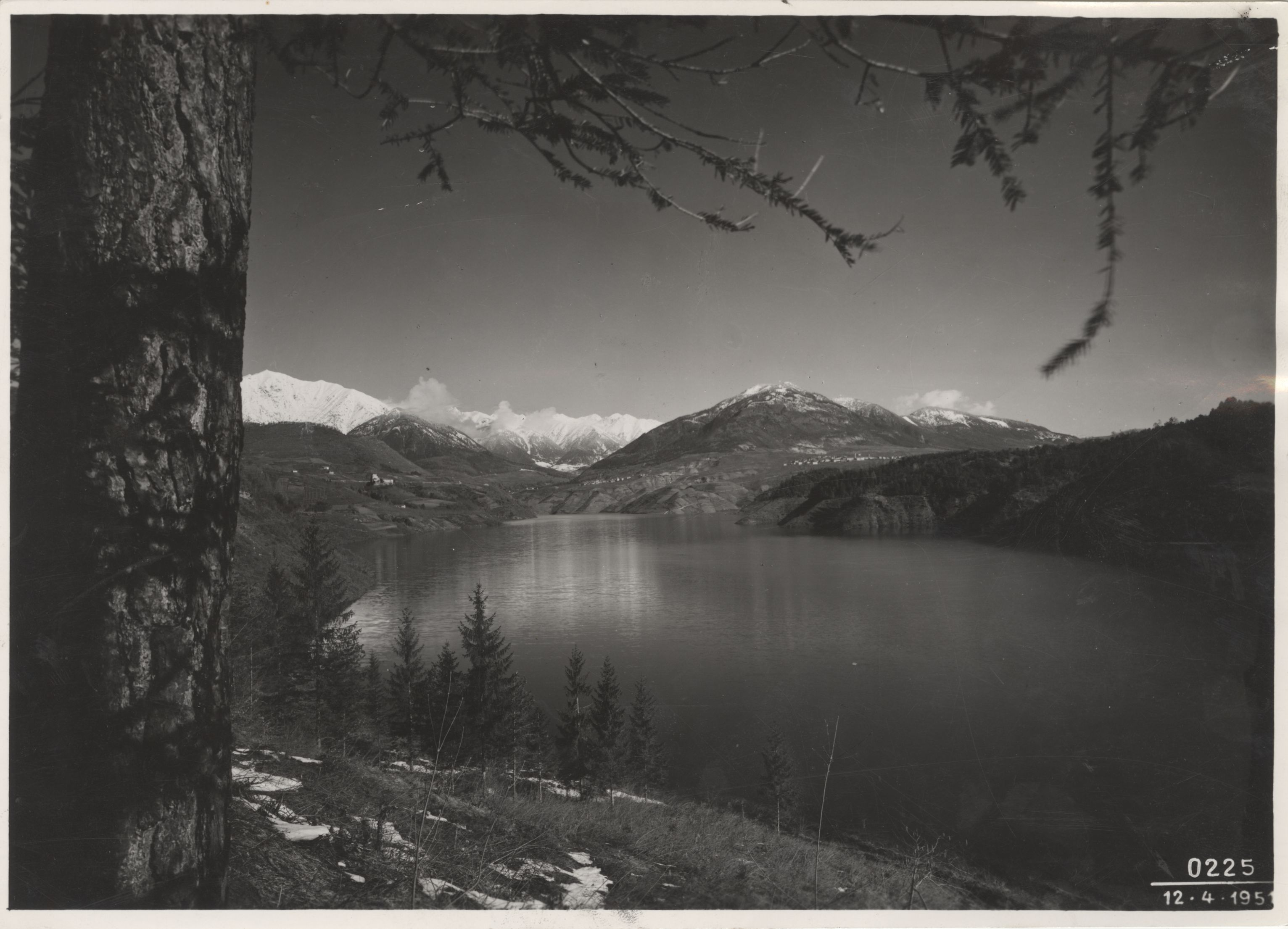
1951
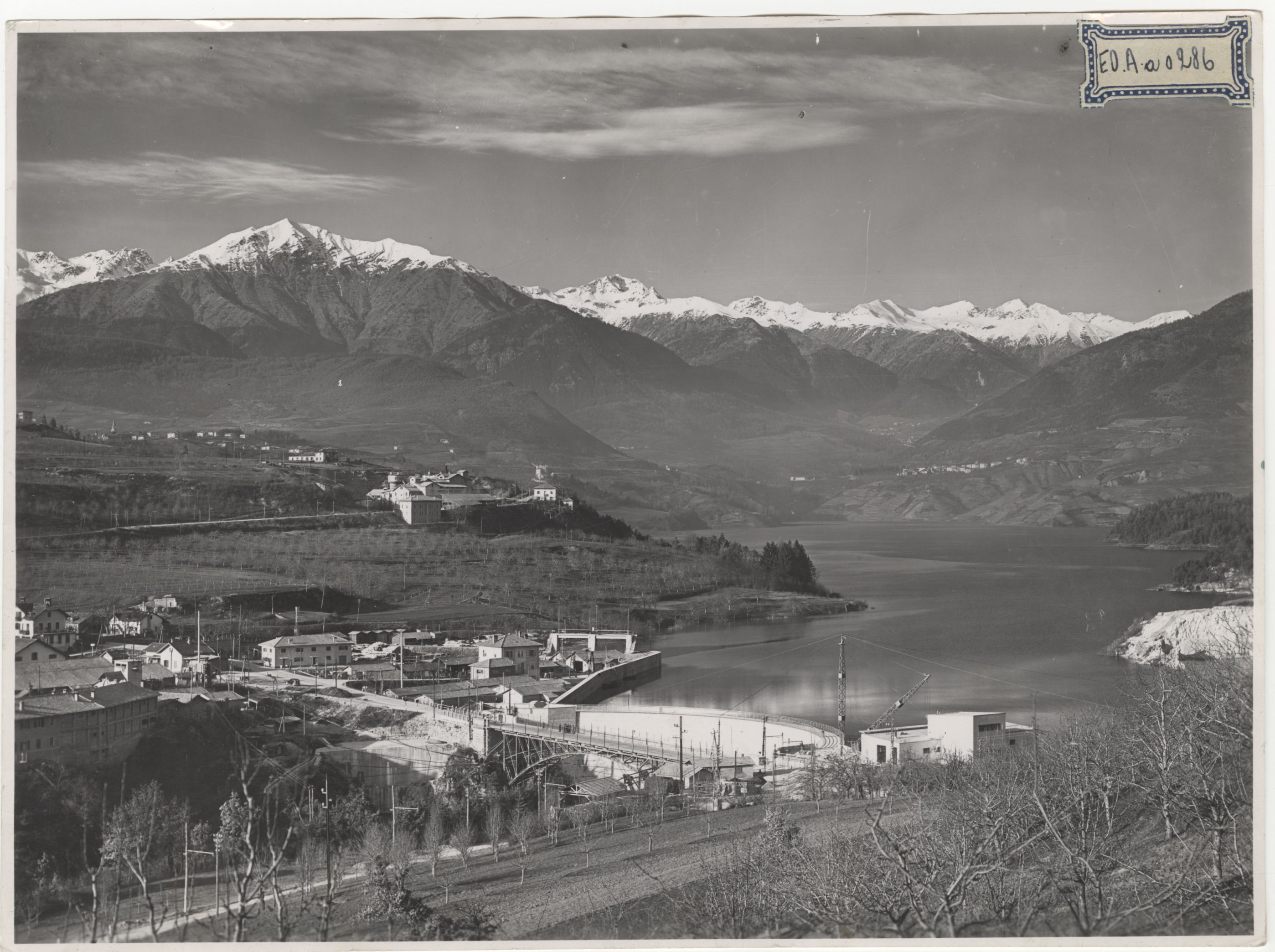
1958

Válka zpomalila tempo prací, přesto byla v letech 1942-1943, asi 300 m nad plánovaným místem hráze, postavena pomocná hráz, odkud byla voda převáděna potrubím nad místo zhruba 250 m pod staveništěm. V suchém korytě tak mohla být vybudována stavební jáma. V průběhu roku 1943 bylo vytěženo 110 000 m3 kamene ze dne i ze stěn kaňonu a pro betonáž tak byla připravena základová jáma spolu s bočními zápustmi. Po válce došlo ke stavbě hráze a elektrárny. Rychlost stavby byla zaplacena 220 smrtelnými úrazy. V roce 1951 bylo dílo uvedeno do provozu.

## Popis

### Přehrada
Jednoduše klenutá hráz je vysoká 152,5 m. Koruna hráze o délce 124 m se nachází v nadmořské výšce 532,5 m. V základu je široká 16,5 m, ve stometrové výši je zúžena již na 8,6 m a konečná šířka v koruně je pouhých 3,5 m. Podél obou stěn přehrady v intervalech 15 metrů se nachází žebříky, které vedou podél celé zápusti klenby. Horní, mezilehlá a dolní propust jsou schopny do údolí převést povodeň 1 080 m3/s.  

### Elektrárna Taio - Santa Giustina
K elektrárně vodu přivádí potrubí o průřezu 21 m2, délce 2 052 m a hltnosti 66 m3/s. Vtokový objekt se nachází na levém břehu 93 m pod maximální hladinou. Tlakové rázy vyrovnává studna o hloubce 105 m a průměru 6 m. Podzemní elektrárna o objemu 25 000 m3 se nachází 16 m pod korytem řeky pod městem Taio . V ní se nachází strojovna i transformovna. Tři vertikální Francisovy turbíny po 35 MW poskytují celkový výkon 105 MW. Průměrný pracovní spád 151 m se nachází v rozmezí 85 m. Z turbín voda odchází tunelem o délce 1 917 m do přehradní nádrže Mollaro, která vytváří spád pro elektrárnu v Mezzocoroně. Roční produkce elektrické energie se pohybuje kolem 290 GWh a spolu s tandemovou elektrárnou Mezzocorona dodávají do sítě ročně kolem 500 GWh.

### Přehradní nádrž
Po napuštění na maximální kótu 530 m n. m. vzniklo jezero o objemu 183 milionů m3 o délce 7,5 km, maximální šířce 1,5 km a obvodu 34 km. Tyto parametry se však v průběhu roku mění s výraznou proměnlivostí stavu napuštění. Užitečný objem nádrže je dán výškovým rozpětím hladin 85 metrů. V okolí nádrže se střídají lesy, pastviny a vinice. Samotné břehy se během roku mění od pláží navazujících na vodní hladinu až po vysoké skalnaté srázy s častými sesuvy.

Vznikem jezera vzniklo atraktivní prostředí pro turistiku. Oblíbené jsou plavby úzkým kaňonem přítoku Novella. Kaňony řeky Noce a jejich přítoků jsou velice úzké (podle pověsti je ve středověku přeskočila mula) a od starověku byly překlenuty mosty. Všechny později zmizely pod hladinou, ale při nižších stavech se některé z vody vynořují a stávají se vyhledávanou atrakcí.  

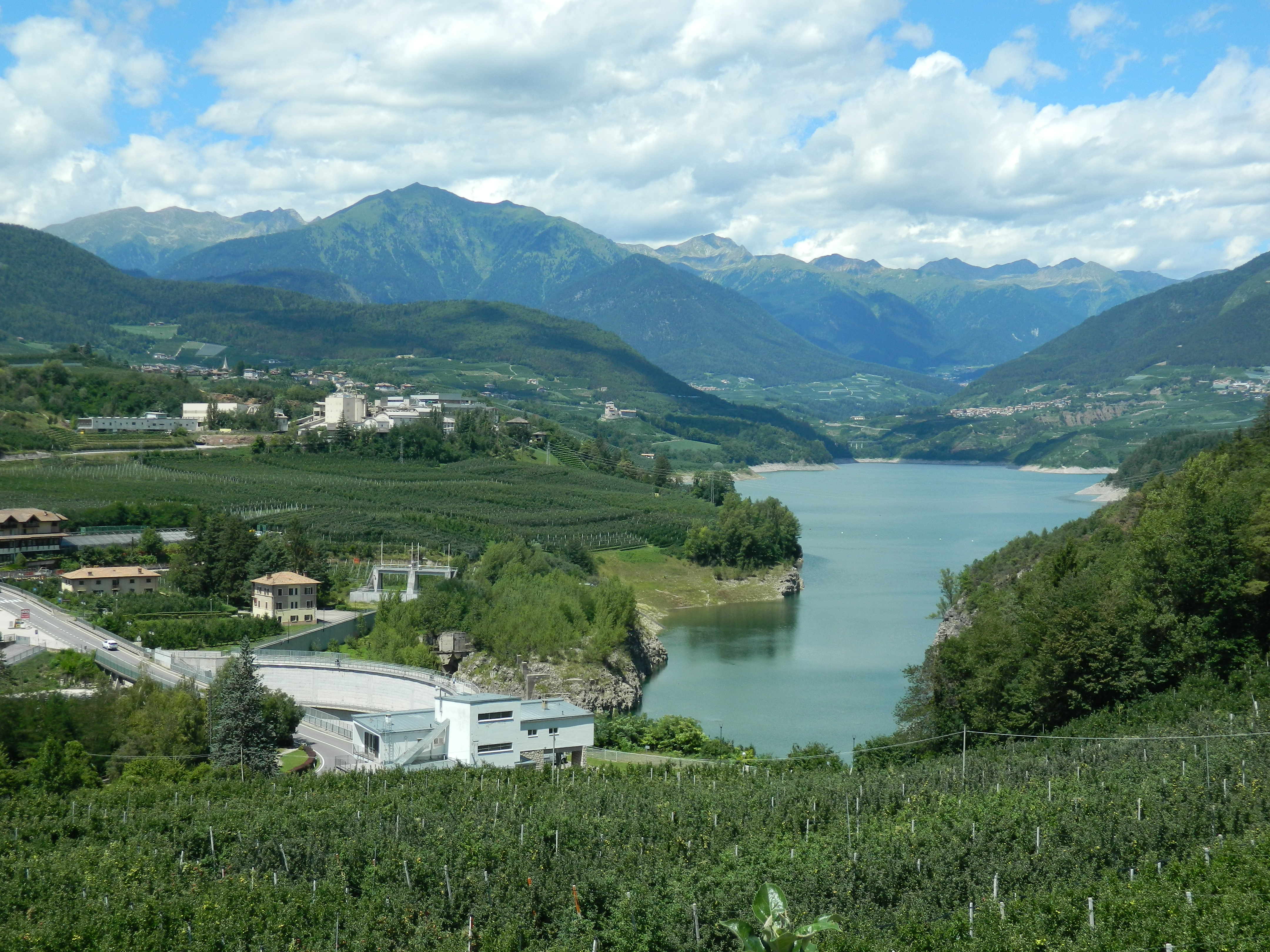
Panoráma s přehradou
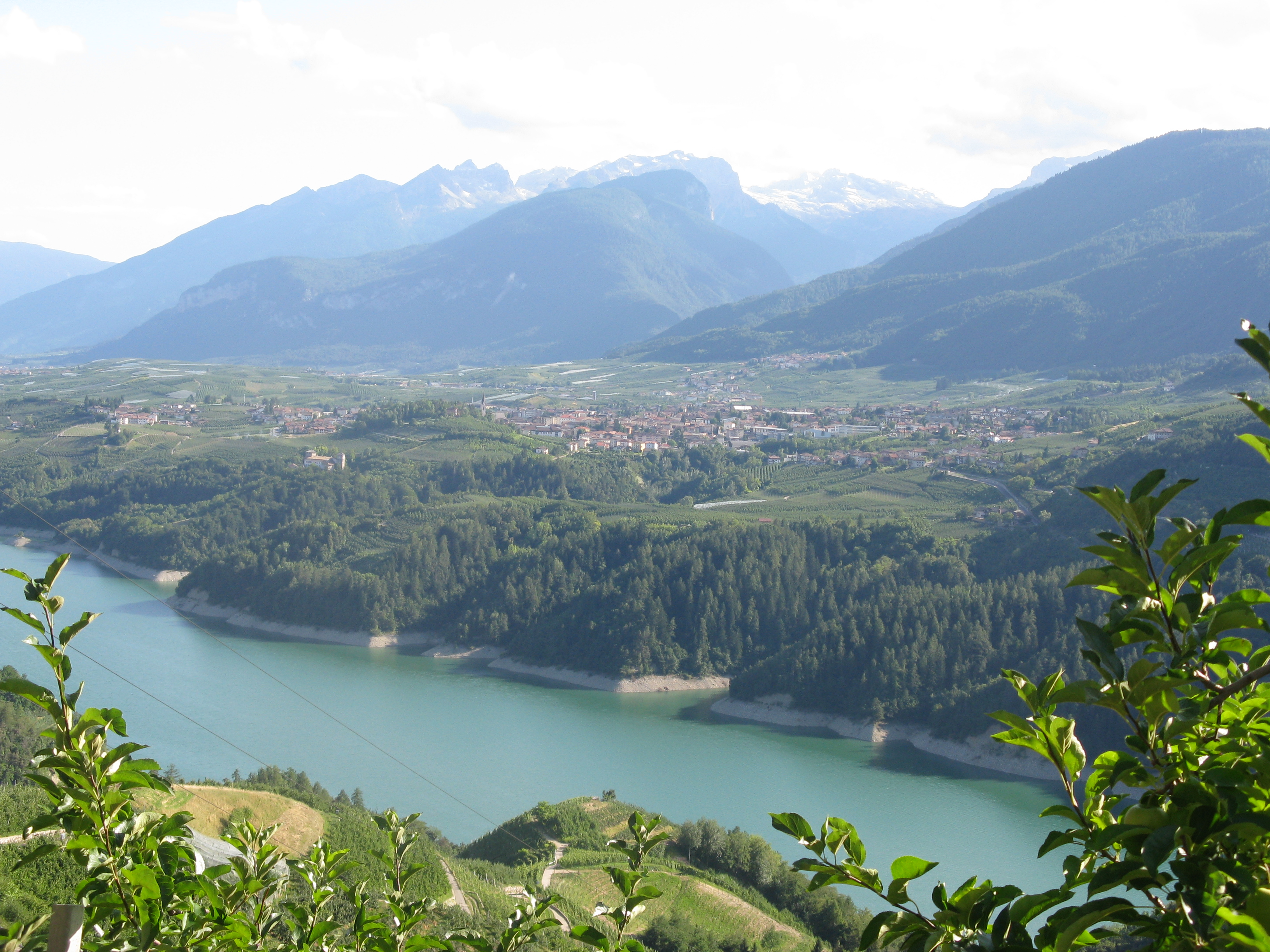
V pozadí horský masiv Brenta
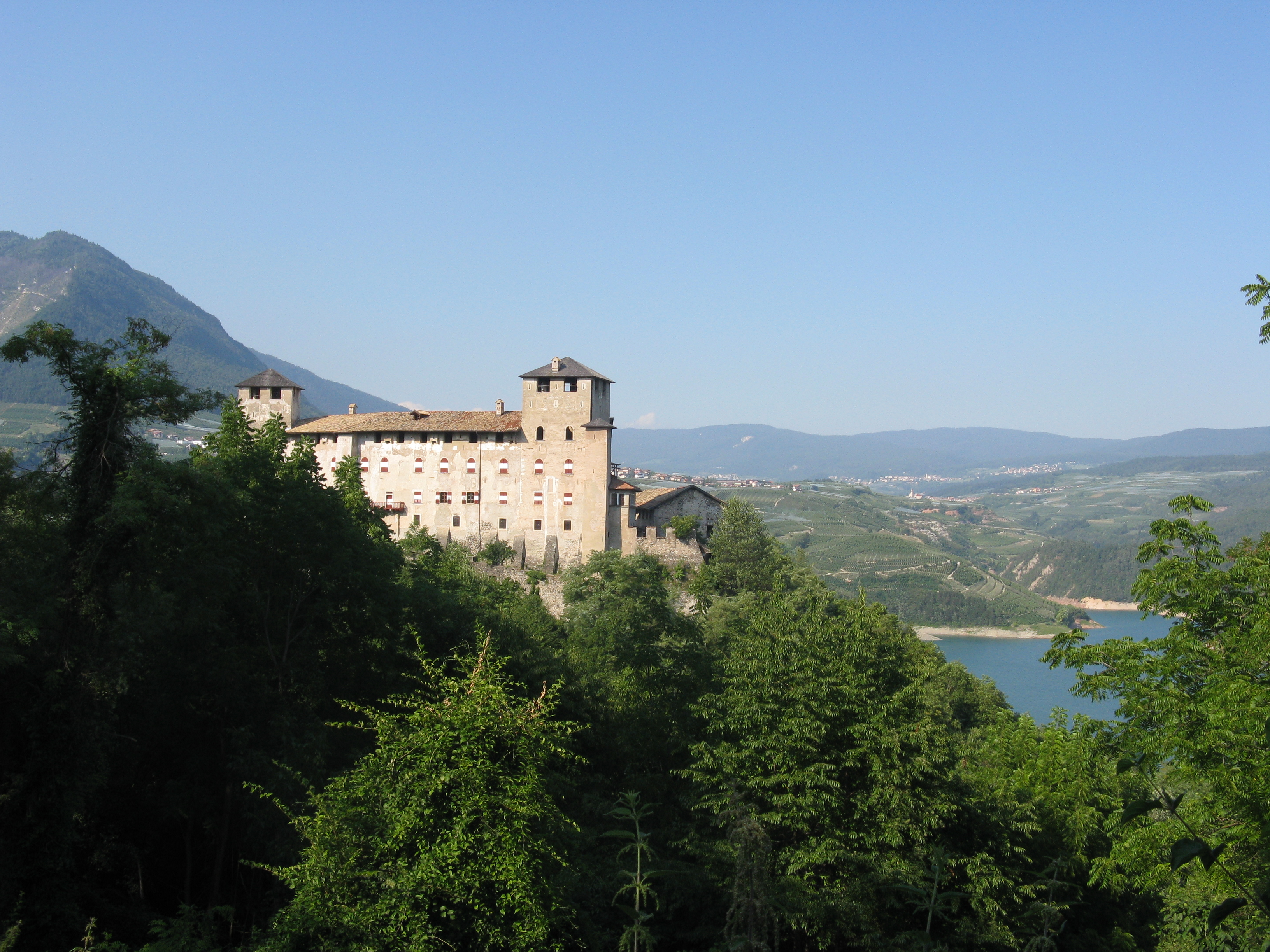
Hrad Cles
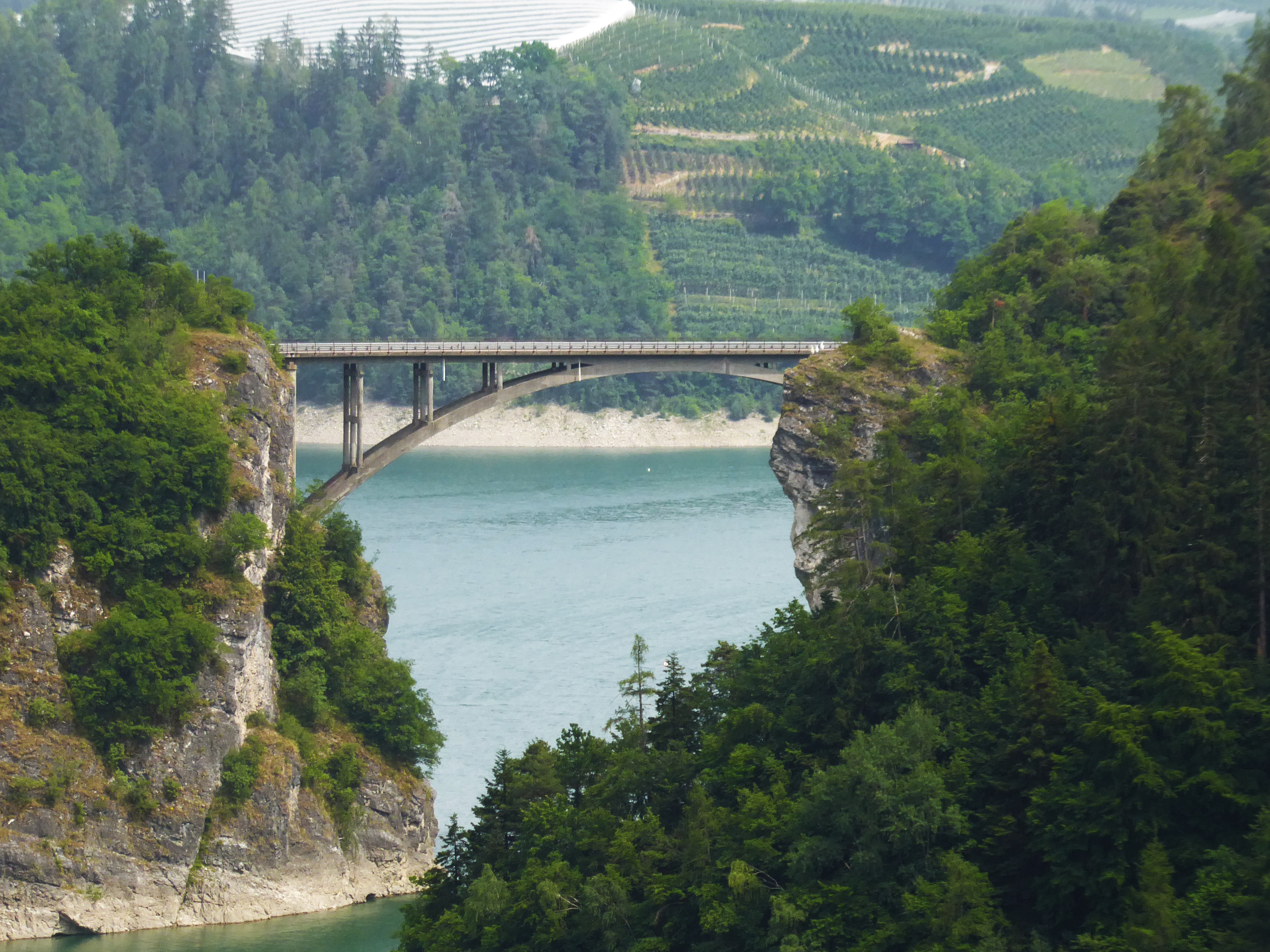
Ponte de Castellaz
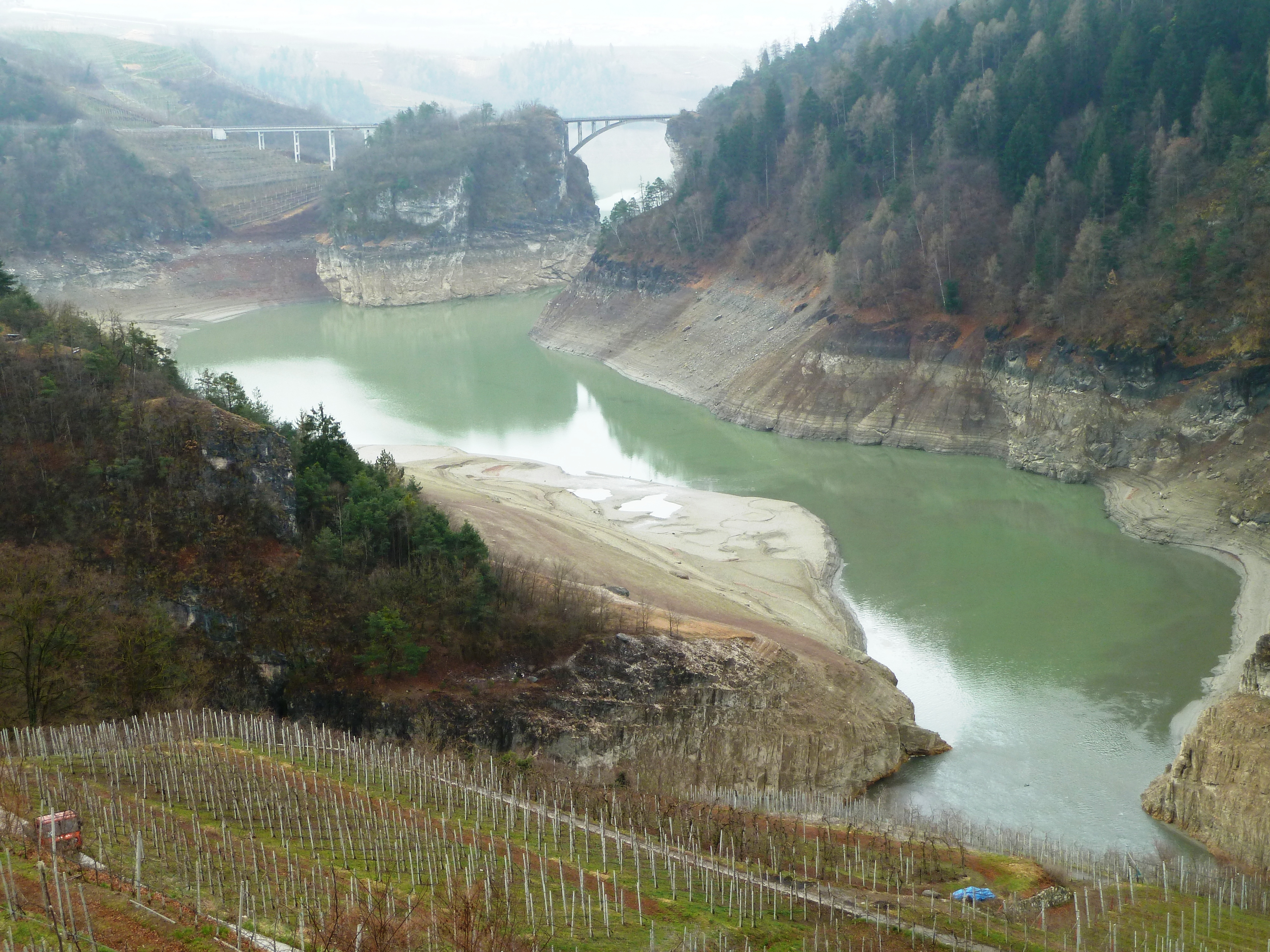
Začátek při vtoku Noce u Mostizzolo
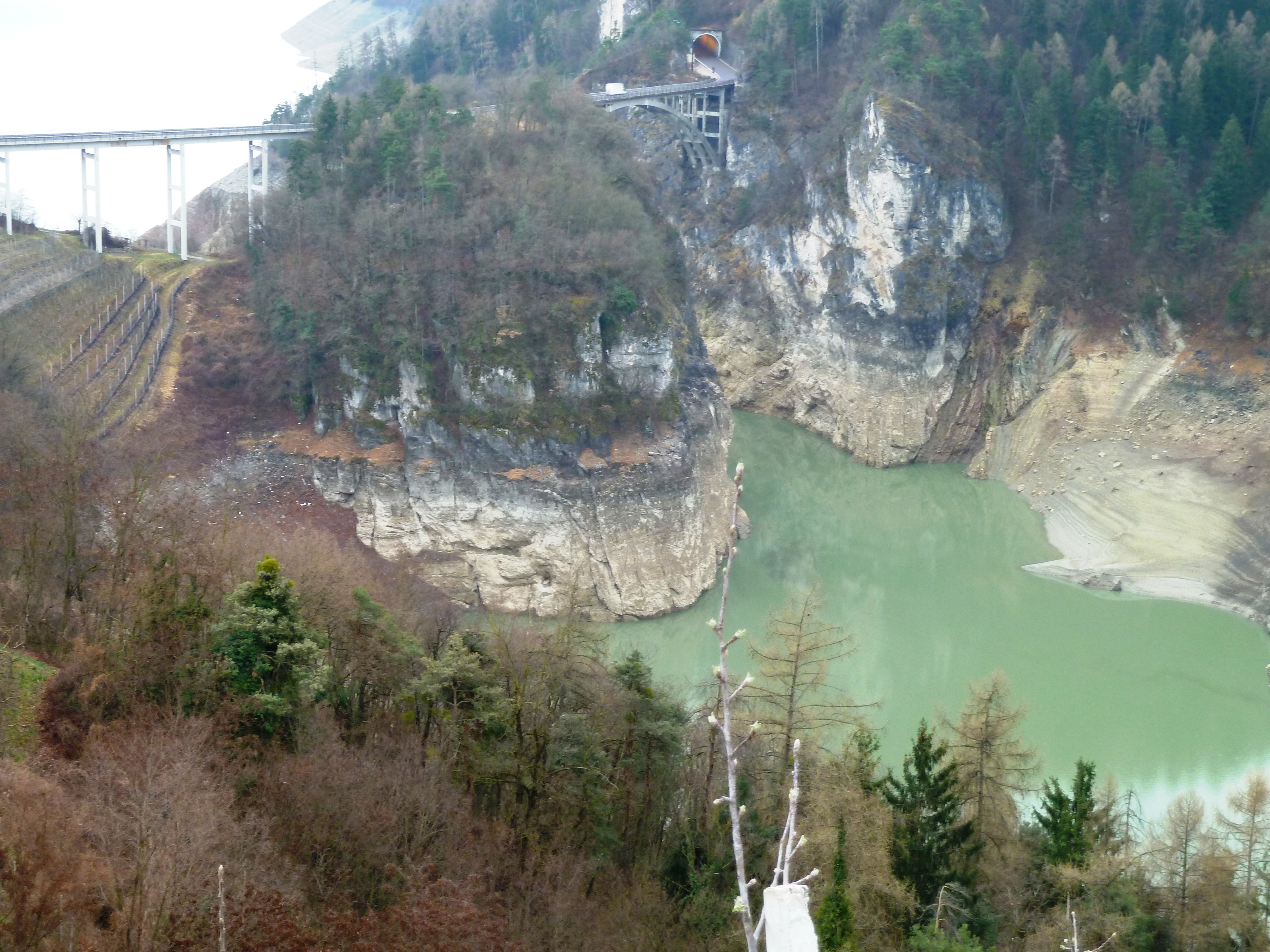
Nízký stav na konci zimy
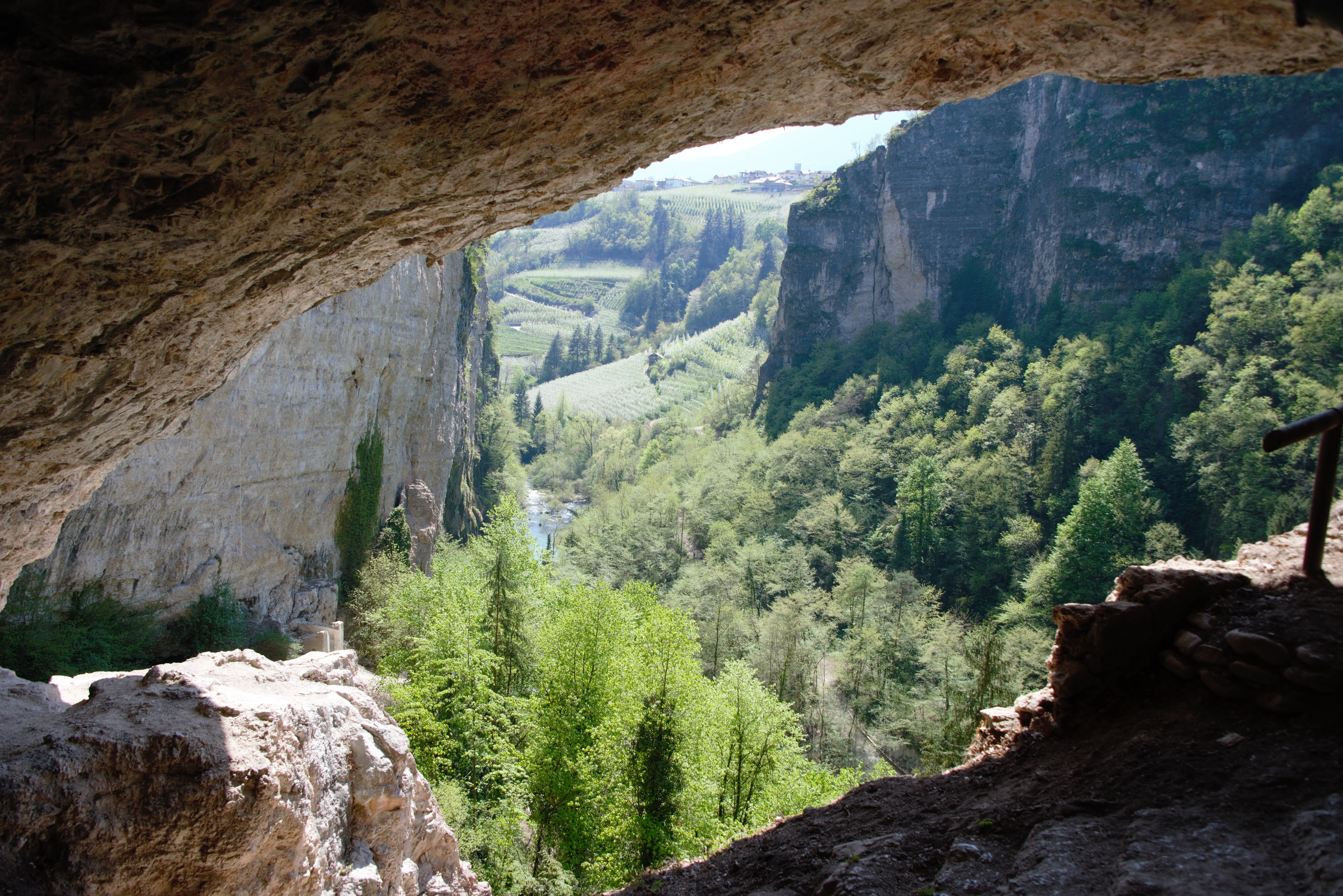
Poustevna Santa Giustina
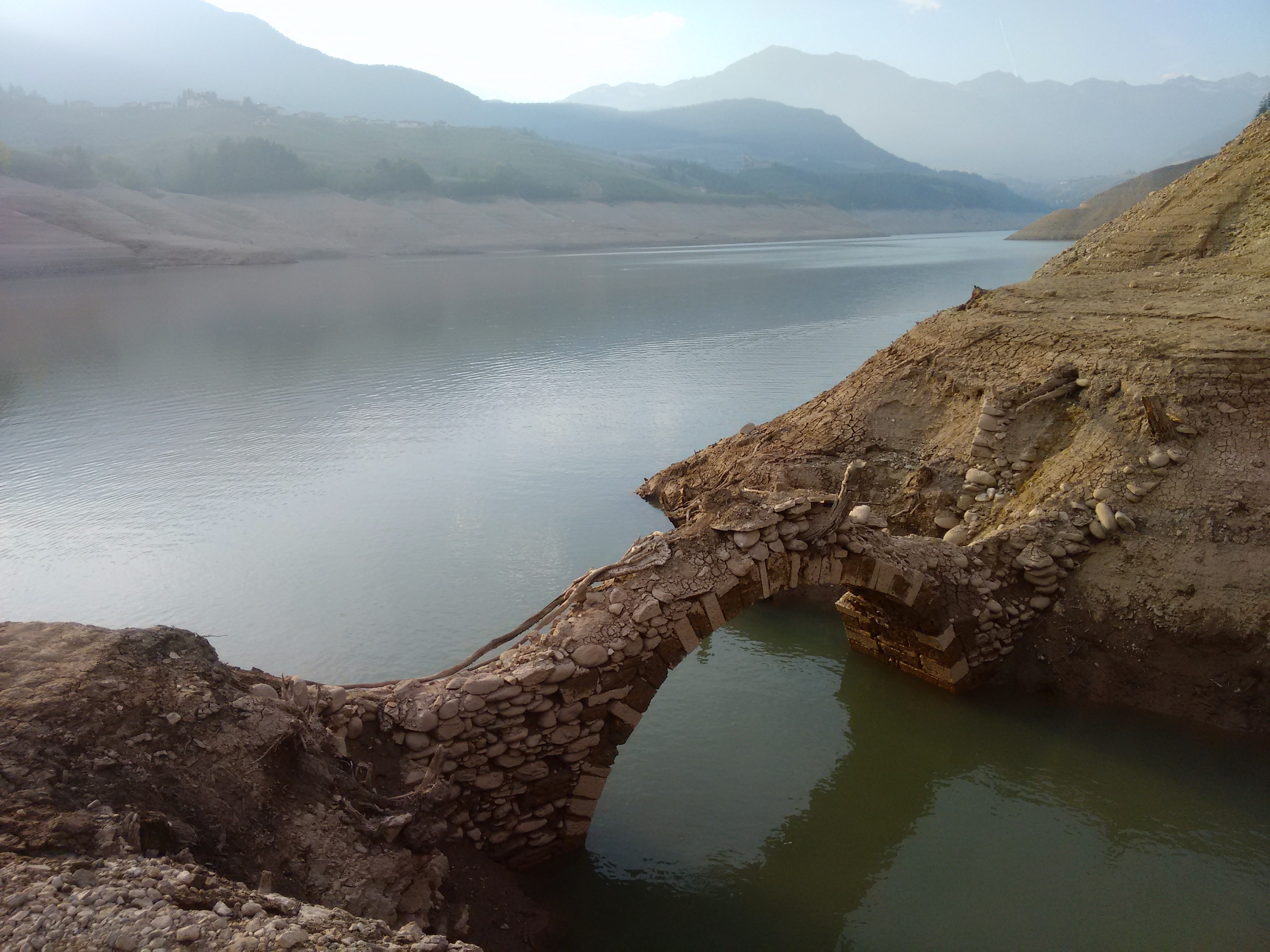
Most Ponte della Mula
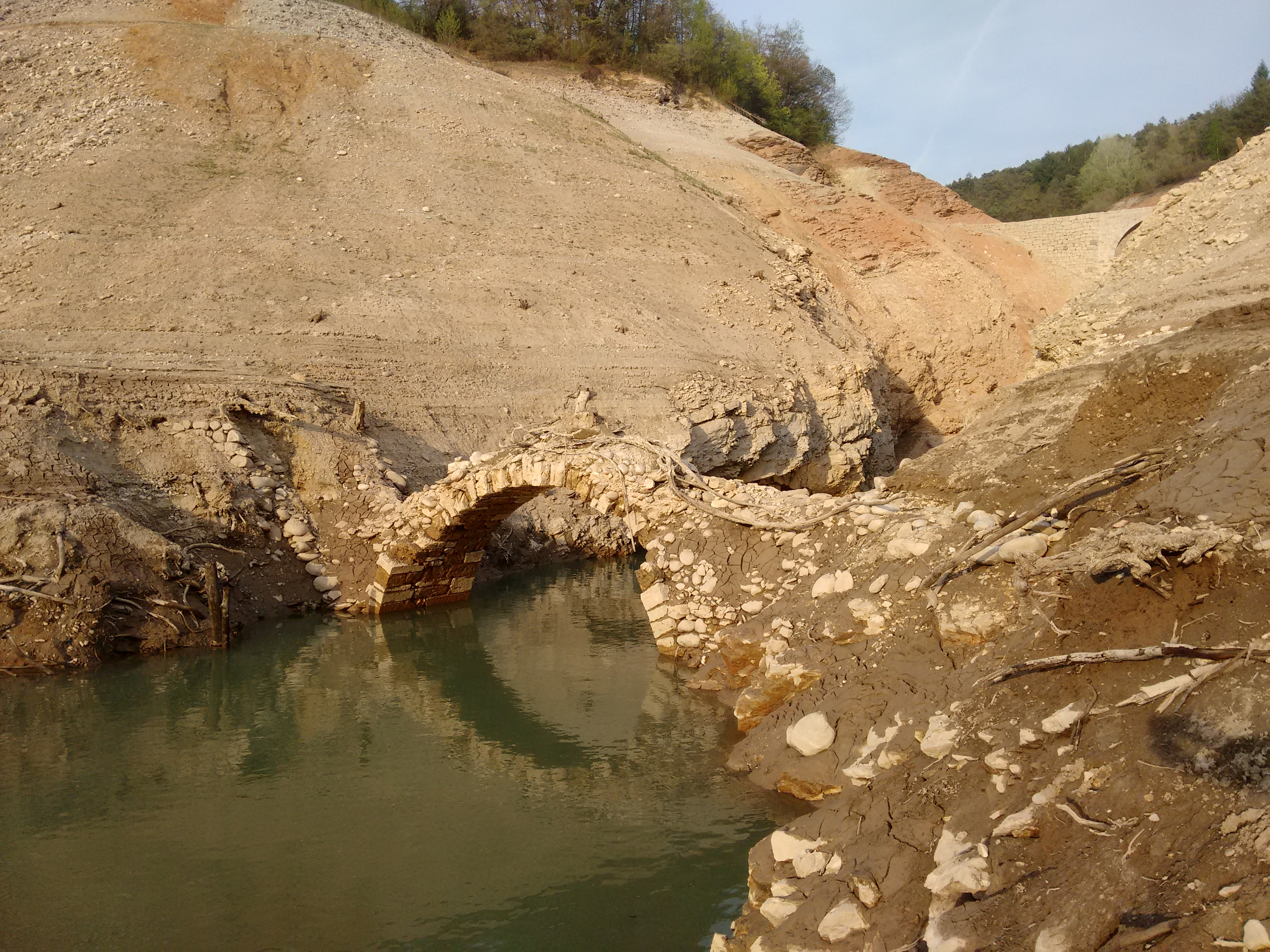
Pohled do obnažené štěrbiny kaňonu
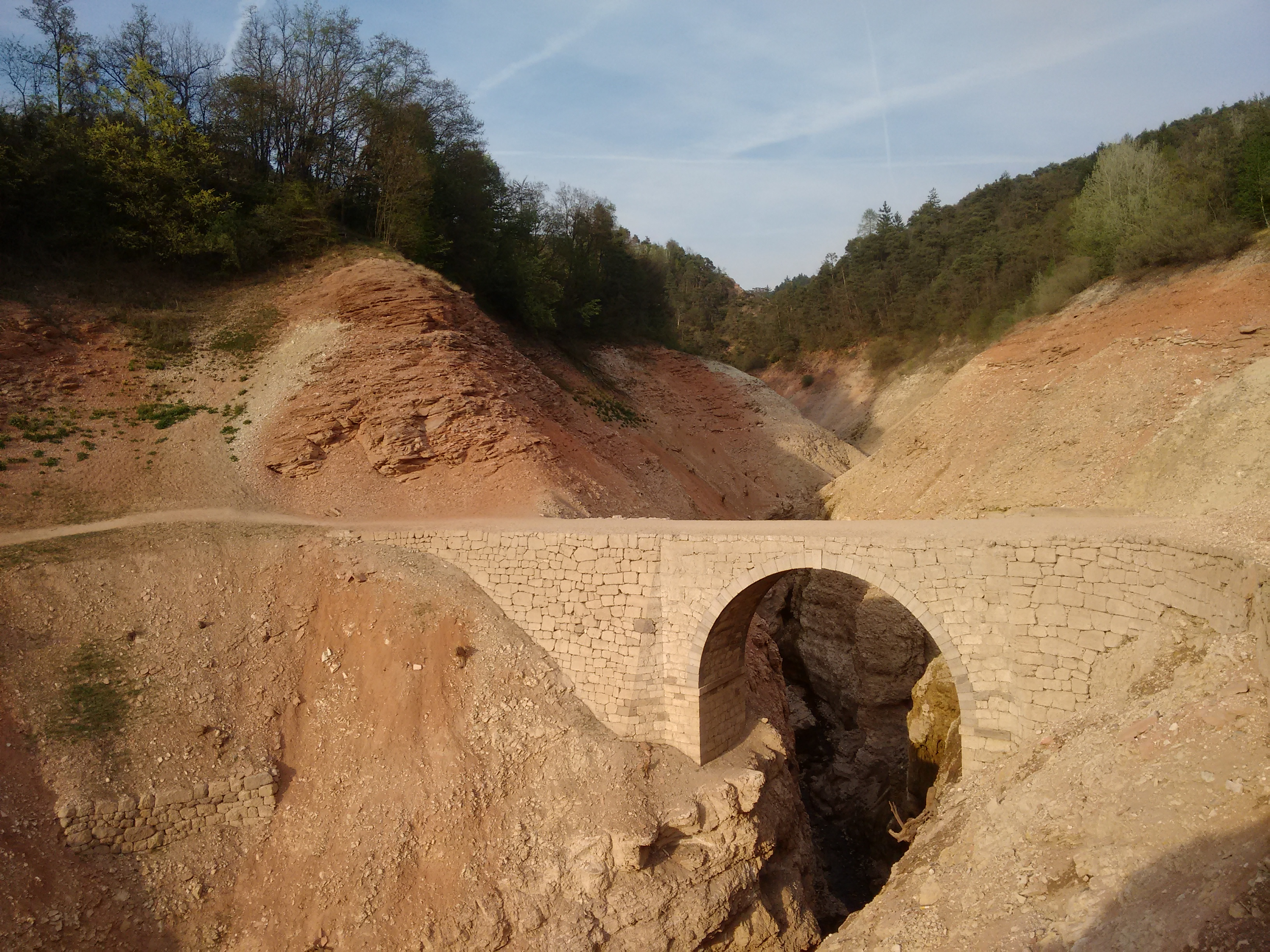
Most Ponte dei Regai obnažený v dubnu
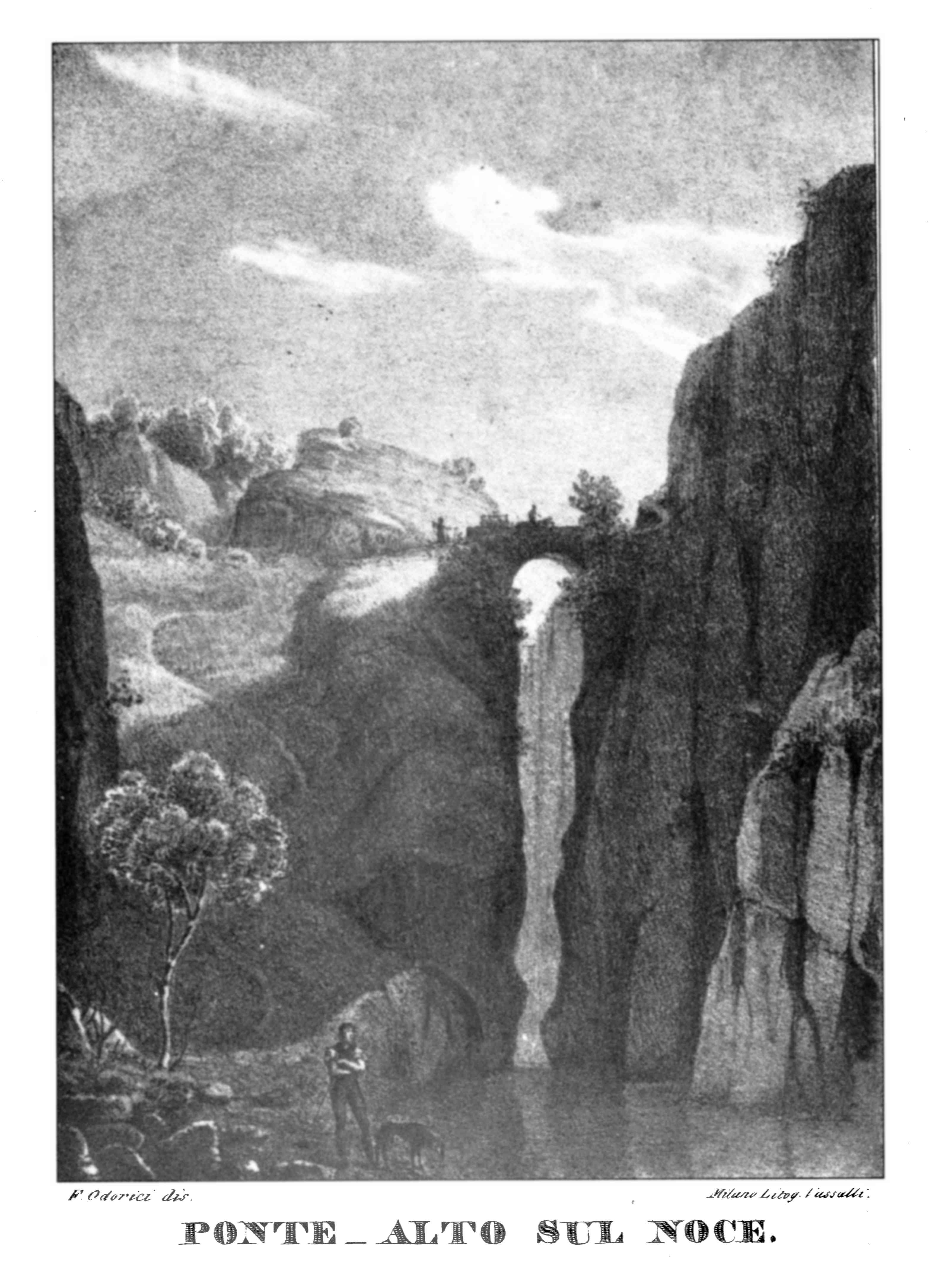
Vysoký most Ponte Alto zmizel trvale